# Nationaltidende
Nationaltidende var en dansk avis, der blev udgivet af De Ferslewske Blade 1876-1961. 
Avisen, der var erklæret konservativ, henvendte sig til borgerskabet og embedsstanden. Nationaltidende udkom to gange dagligt og bragte især udlandsstof og kulturstof. Udgiverselskabet kom i krise i 1931, og Nationaltidende blev lagt sammen med Dagens Nyheder, der fra 1936 til 1954 udkom under navnet Nationaltidende. I 1936 blev avisen overtaget af Dansk Arbejdsgiverforening. Nationaltidende vandt frem under besættelsen som følge af sin nationale holdning, men tabte i efterkrigsårene atter terræn og udkom for sidste gang i 1961.
I tv-serien Matador læser Hans Christian VarnæsNationaltidende

## Chefredaktører
Denne liste er ufuldstændig; hjælp gerne med at udfylde den.
- 1921-1928 Lauritz Estrup